# Hampi, Hospet
Hampi là một làng thuộc tehsil Hospet, huyện Bellary, bang Karnataka, Ấn Độ.